# Campeonato Central de Rugby 2002
El Campeonato Central de Rugby de 2001 fue la 55° edición del torneo de rugby de primera división de Chile.

## Primera fase
|  | Clasifica a las semifinales por el campeonato. |

| Pos. | Equipo               | Encuentros | Encuentros | Encuentros | Encuentros | Tantos | Tantos | Tantos | Puntos |
| Pos. | Equipo               | PJ         | PG         | PE         | PP         | F      | C      | Dif    | Puntos |
| ---- | -------------------- | ---------- | ---------- | ---------- | ---------- | ------ | ------ | ------ | ------ |
| 1.º  | Universidad Católica | 18         | 13         | 0          | 5          | 517    | 421    | +96    | 42     |
| 2.º  | COBS                 | 18         | 11         | 1          | 6          | 480    | 333    | +147   | 41     |
| 3.º  | Stade Français       | 18         | 13         | 0          | 5          | 759    | 326    | +433   | 40     |
| 4.º  | Old Boys             | 18         | 10         | 1          | 7          | 477    | 412    | +65    | 37     |
| 5.º  | Los Troncos          | 18         | 9          | 1          | 8          | 389    | 391    | -2     | 37     |
| 6.º  | Alumni SC            | 18         | 8          | 2          | 8          | 401    | 319    | +82    | 36     |
| 7.º  | Old Macks            | 18         | 9          | 0          | 9          | 420    | 371    | +40    | 35     |
| 8.º  | Sporting Rugby Club  | 18         | 7          | 1          | 10         | 373    | 536    | -163   | 33     |
| 9.º  | PWCC                 | 18         | 4          | 1          | 13         | 294    | 569    | -275   | 27     |
| 10.º | Old John's           | 18         | 2          | 1          | 15         | 307    | 739    | -432   | 23     |

## Fase final

### Semifinales
| 6 de octubre de 2002 | Old Boys | 13 - 59 | Universidad Católica |  |  |

| 13 de octubre de 2002 | Old Boys | 19 - 56 | Universidad Católica |  |  |

| 5 de octubre de 2002 | Stade Français | 29 - 14 | COBS |  |  |

| 12 de octubre de 2002 | Stade Français | 24 - 26 | COBS |  |  |

#### Final
| 19 de octubre de 2002 | Universidad Católica | 21 - 8 | Stade Français |  |  |

| Bandera de Chile             |
| Campeón Universidad Católica |
| Décimo quinto título         |